# Огарков, Анатолий Прокопьевич
Анато́лий Проко́пьевич Ога́рков (15 марта 1939, Подосиновец, Архангельская область — 17 марта 2021, Москва) — доктор экономических наук, профессор, член-корреспондент РАСХН (1995), член-корреспондент РАН (2014).

## Биография
В 1957 г. окончил Велико-Устюгский сельскохозяйственный техникум, затем в 1962 г. — Московский институт инженеров землеустройства. В 1962—1964 гг. работал старшим инженером, архитектором Краснодарской землеустроительной экспедиции Росгипрозём, Краснодаркрайпроекта.
В 1964—1967 гг. учился в аспирантуре Московского института инженеров землеустройства; по окончании её — помощник заместителя министра сельского строительства СССР.
В 1968—1974 гг. — руководитель сектора экономики и нормативов Центрального НИИ экспериментального проектирования сельского строительства. В 1974 г. окончил Всесоюзный заочный инженерно-строительный институт.
В 1974—1975 гг. — заведующий отделом производительности труда Всесоюзного научно-исследовательского и проектного института труда Госстроя СССР, в 1975—1991 гг. — заместитель директора по научной работе МосгипроНИИсельстроя.
В 1991—1996 гг. — заместитель по строительству министра сельского хозяйства и продовольствия Российской Федерации. С 1996 г. — главный учёный секретарь РАСХН.
Скончался 17 марта 2021 года. Похоронен на Перепечинском кладбище Солнечногорского района Московской области (участок 21).

## Научная деятельность
Разработал:
- теорию и методы эффективного использования земель при проектировании и строительстве сельских поселений;
- нормы расхода материалов и изделий на 1 млн руб. строительно-монтажных работ;
- рекомендации по снижению сметной стоимости, трудозатрат и расхода основных строительных материалов при проектировании жилых домов в сельских поселках Московской области;
- оценку экономического положения и социального развития села;
- концепцию агарной политики и продовольственного обеспечения Российской Федерации.

Являлся членом-корреспондентом Российской академии естественных наук (1992), академиком Международной академии инвестиций и экономики строительства (1993), Международной академии информатизации (1995).
Состоял в редколлегии журнала «Аграрная наука».
Автор около 200 научных трудов, в том числе монографий, учебников и учебных пособий для студентов вузов; трёх авторских свидетельств на изобретения.

### Избранные труды
- Обновление подмосковного села: Опыт усадеб. стр-ва / Сост. И. И. Степанова; Под общ. ред. А. П. Огаркова и др. — М.: Моск. рабочий, 1984. — 255 с.
- Эффективное использование земель при застройке населенных пунктов. — М.: Стройиздат, 1987. — 158 с.
- Кадастр земель населенных пунктов: Учеб. пособие для студентов вузов по спец. «Зем. кадастр» и «Гор. кадастр» / Соавт.: В. В. Артеменко и др. — М.: Колос, 1997. — 166 с.

## Награды
- пять медалей СССР и РФ,
- премия Совета Министров СССР (1987) — за комплексную реконструкцию и благоустройство деревень; впервые показал эффективность комплексного подхода к социальному развитию села: расселение и рациональное использование не только земель сельскохозяйственного назначения, но и территорий населенных пунктов.